# Gion Kōbu
Gion Kōbu (祇園甲部?) es un hanamachi ubicado en el distrito Gion de la ciudad de Kioto, junto a Gion Higashi. Es conocido por mantener las tradiciones en su arquitectura, cultura, religión y forma de vida. Sobre todo se destacan las geishas.

## Historia
Se dice que este hanamachi es el que mejor enseña y practica las tradiciones, y es una de los hanamachi de más antigüedad.
En 1655 Gion obtuvo mayor licencia para poder abrir casas de té, gracias a lo cual la zona se convirtió en un gran atractivo turístico. En 1866 Gion se dividió en 2 hanamachi: Gion Kobu y Gion Higashi.
Actualmente en Gion se puede ver a las maikos y geikos atendiendo a los clientes y transitar por las calles.
En esta zona se encuentran las okiyas Masuume, Nakagishi, Kaida, Odamoto, Hiroshimaya, Ninben, Mikami, Arai, Nishimura, Tsurui, Mi no Yae, Tama, Odamoto, Shibata y también el hogar de la desaparecida okiya Iwasaki, hogar de la famosa geisha Mineko Iwasaki.
- Datos: Q11588438
- Multimedia: Gion Kōbu / Q11588438